# Werner Seldis
Werner Seldis (* 15. November 1914 in Maltsch a.d. Oder; † 3. April 2011 in München) war ein deutscher Diplomat.

## Leben
Nach dem Abitur absolvierte Seldis ein Studium der Wirtschaftswissenschaften an der Universität Hamburg und legte dort 1936 seine Promotion mit einer Dissertation zum Thema Die Regelung der weltwirtschaftlichen "Produktion" durch internationale Kartelle in der Nachkriegszeit ab.
Später trat er in den auswärtigen Dienst ein und fand neben Tätigkeiten im Auswärtigen Amt auch Verwendung an der Botschaften im Tschad. Nachdem er als Legationsrat im Auswärtigen Amt in Bonn tätig gewesen war, wurde er im März 1964 Nachfolger von Gerd Deyhle als Botschafter in Sierra Leone. Für seine Verdienste wurde ihm 1968 das Verdienstkreuz 1. Klasse der Bundesrepublik Deutschland verliehen.
Zuletzt wurde er 1976 als Nachfolger von Hans Hermann Haferkamp Botschafter der Bundesrepublik Deutschland in Togo. Diesen Posten bekleidete er bis zu seinem altersbedingten Eintritt in den Ruhestand. Nachfolger als Botschaft in Lomé wurde daraufhin Johannes Reitberger. In dieser Funktion unterzeichnete er am 22. Dezember 1978 ein Abkommen mit dem Ministerrat der Westafrikanischen Währungsunion über eine finanzielle Zusammenarbeit mit der Bundesrepublik Deutschland (BGBl. 1979 II S. 346) sowie am 29. Januar 1979 ein weiteres Abkommen über die finanzielle Zusammenarbeit mit Togo (BGBl. II S. 388).
Nach seinem Tod wurde Werner Seldis auf dem Friedhof der Dreieinigkeitskirche in München-Bogenhausen beigesetzt.